# Watanabe Yoshio (Fotograf)
Watanabe Yoshio (japanisch 渡辺 義雄; geboren 21. April 1907 in Sanjō (Präfektur Niigata); gestorben 21. Juli 2000) war ein japanischer Fotograf. Er ist bekannt dafür, dass er schon früh kleinformatige Kameras wie die Leica benutzte.

## Leben und Werk
Watanabe Yoshio schrieb sich 1925 ein an der „Konishi Photography School“ (小西写真専門学校) und publizierte seine ersten Fotos. 1928 machte er seinen Abschluss an dem „Tōkyō Photography Institute“ (東京写真専門学校), der Nachfolgereinrichtung der „Konishi Photography School“, und nahm seine Arbeit bei der „Oriental Photos Industry Company“ auf. Er gewann einen Sonderpreis in einem Wettbewerb, der von dem Magazin „Asahi Graph“ ausgerichtet worden war. Er wechselte zur Anzeigenabteilung des Unternehmens und wurde zuständig für die fotografischen und textlichen Beiträge für die monatlichen Magazine „Oriental News“ und „Photo Times“.
1934 verließ Watanabe das Unternehmen und eröffnete im folgenden Jahr das „Watanabe Studio“. Wandfotos von ihm waren im japanischen Pavillon auf der Weltfachausstellung Paris 1937 zu sehen. Im selben Jahr besuchte er in Auftrag der Abteilung für Nachrichtendienste des Außenministeriums Nanking und Shanghai.
Nach dem Zweiten Weltkrieg begann Watanabe 1950 an der Nihon-Universität zu unterrichten. 1953 fing er an, den Ise-Schrein fotografisch zu erfassen. 1957 gewann er den Jahrespreis der „Photographic Society of Japan“ (日本写真協会, Nihon shashin kyōkai) und 1958 den Preis des Kultusministers (文部大臣賞, Mombudajin shō). 1958 wurde er Vorsitzender der „Japan Professional Photographers’ Society“ (日本写真家協会, Nihon shashinka kyōkai). 1965 wurde er Vorsitzender der „All-Japan Photographers’ and Writers’ Association“ (全日本写真家作家同盟, Zen Nihon shashinka sakka dōmei) und 1971 Vorsitzender der „All-Japan Photographers’ and Writers’ Copyright Association“ (全日本写真家著作権協会, Zen Nihon shashinka chosakuken kyōkai), stellvertretender Vorsitzender der „Photographic Society“. 1978 wurde er von der Nihon-Universität als Meiyo Kyōju verabschiedet.
Watanabe war der erste Fotograf, der Anstrengungen unternahm, eine Fotogalerie zu betreiben. Er war auch der erste japanische Fotograf, der vom Staat als „Person mit besonderen kulturellen Verdiensten“ (1990) ausgezeichnet wurde.